# Liste der Biografien/Laug
Liste der Biografien |
Portal Biografien |
Personensuche
# |
A |
B |
C |
D |
E |
F |
G |
H |
I |
J |
K |
L |
M |
N |
O |
P |
Q |
R |
S |
T |
U |
V |
W |
X |
Y |
Z |
?
 
La |
Lb |
Lc |
Le |
Lg |
Lh |
Li |
Lj |
Ll |
Lm |
Lo |
Lp |
Lt |
Lu |
Lv |
Lw |
Lx |
Ly |
Lz
 
Laa |
Lab |
Lac |
Lad |
Lae–Lah |
Lai |
Laj |
Lak |
Lal |
Lam |
Lan |
Lao |
Lap |
Laq |
Lar |
Las |
Lat |
Lau |
Lav |
Law |
Lax |
Lay |
Laz
 
Laua |
Laub |
Lauc |
Laud |
Laue |
Lauf |
Laug |
Lauh |
Laui |
Lauj |
Lauk |
Laul |
Laum |
Laun |
Laup |
Laur |
Laus |
Laut |
Lauv |
Lauw |
Laux |
Lauz
Die Liste der Biografien führt alle Personen auf, die in der deutschsprachigen Wikipedia einen Artikel haben. Dieses ist eine Teilliste mit 34 Einträgen von Personen, deren Namen mit den Buchstaben „Laug“ beginnt.

## Laug
- Laug, Matt (* 1968), US-amerikanischer Schlagzeuger

### Lauga
- Laugardière, Anne de, französische Kostümbildnerin

### Lauge
- Lauge Schmidt, Rasmus (* 1991), dänischer HandballspielerRasmus Lauge Schmidt (* 1991)

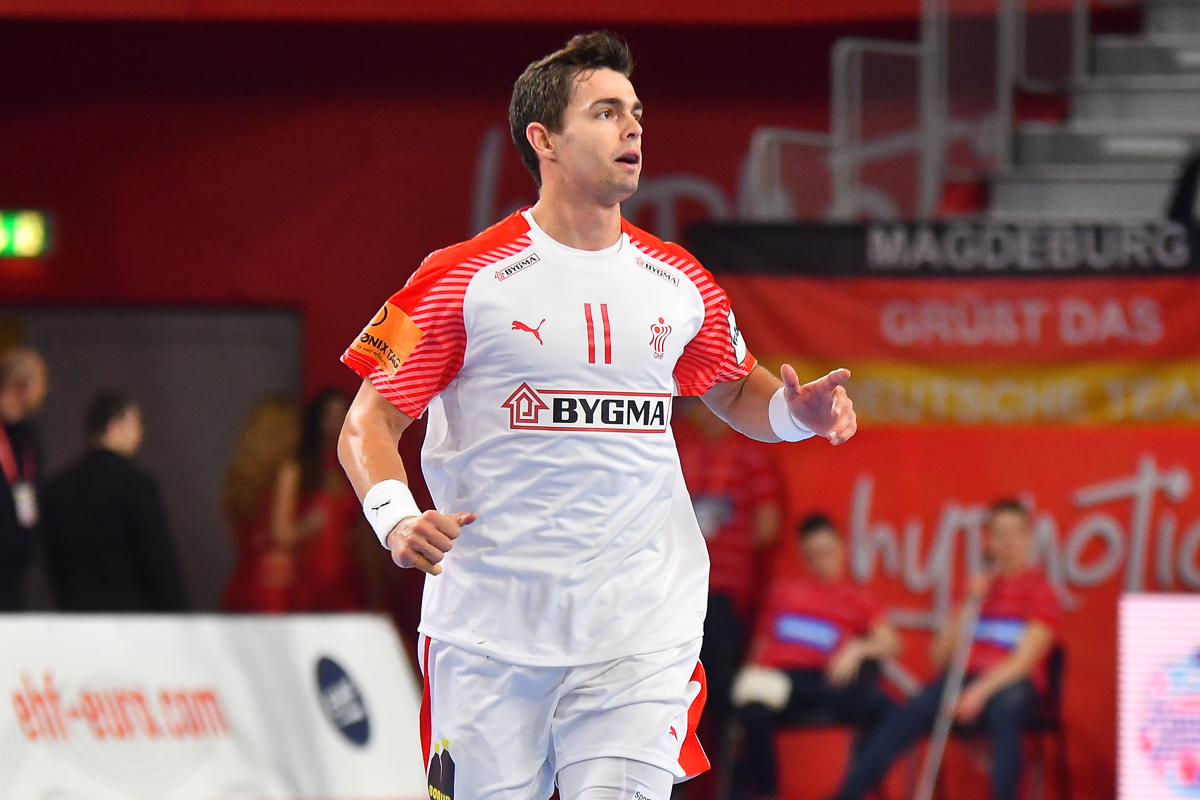
Rasmus Lauge Schmidt (* 1991)

- Laugé, Achille (1861–1944), französischer Maler des Pointillismus
- Laugée, Désiré François (1823–1896), französischer Genre- und Historienmaler
- Laugel, Anselm (1851–1928), deutscher Politiker
- Läuger, Peter (1934–1990), deutscher Biophysiker
- Laugerud García, Kjell Eugenio (1930–2009), guatemaltekischer General und Präsident (1974–1978)
- Laugesen, Jim (* 1974), dänischer Badmintonspieler

### Laugg
- Lauggas, Johann Baptista, deutscher Bildhauer des Rokoko

### Laugh
- Laugher, Jack (* 1995), britischer Wasserspringer
- Laughland, Isabella (* 1991), britische Schauspielerin
- Laughland, John (* 1963), britischer Philosoph, Journalist und Autor
- Laughlin, Billy (1932–1948), US-amerikanischer Filmschauspieler
- Laughlin, Craig (* 1958), kanadischer Eishockeyspieler, -funktionär und Sportkommentator
- Laughlin, Greg (* 1942), US-amerikanischer Politiker
- Laughlin, James (1914–1997), US-amerikanischer Lyriker und Verleger
- Laughlin, Michael (1938–2021), US-amerikanischer Filmregisseur, Drehbuchautor, Filmproduzent
- Laughlin, Robert Betts (* 1950), US-amerikanischer Physiker und Nobelpreisträger
- Laughlin, Tim (* 1963), US-amerikanischer Jazz-Klarinettist
- Laughlin, Tom (1931–2013), US-amerikanischer Schauspieler und Filmemacher
- Laughton, Charles (1899–1962), britisch-US-amerikanischer FilmschauspielerCharles Laughton (1899–1962)

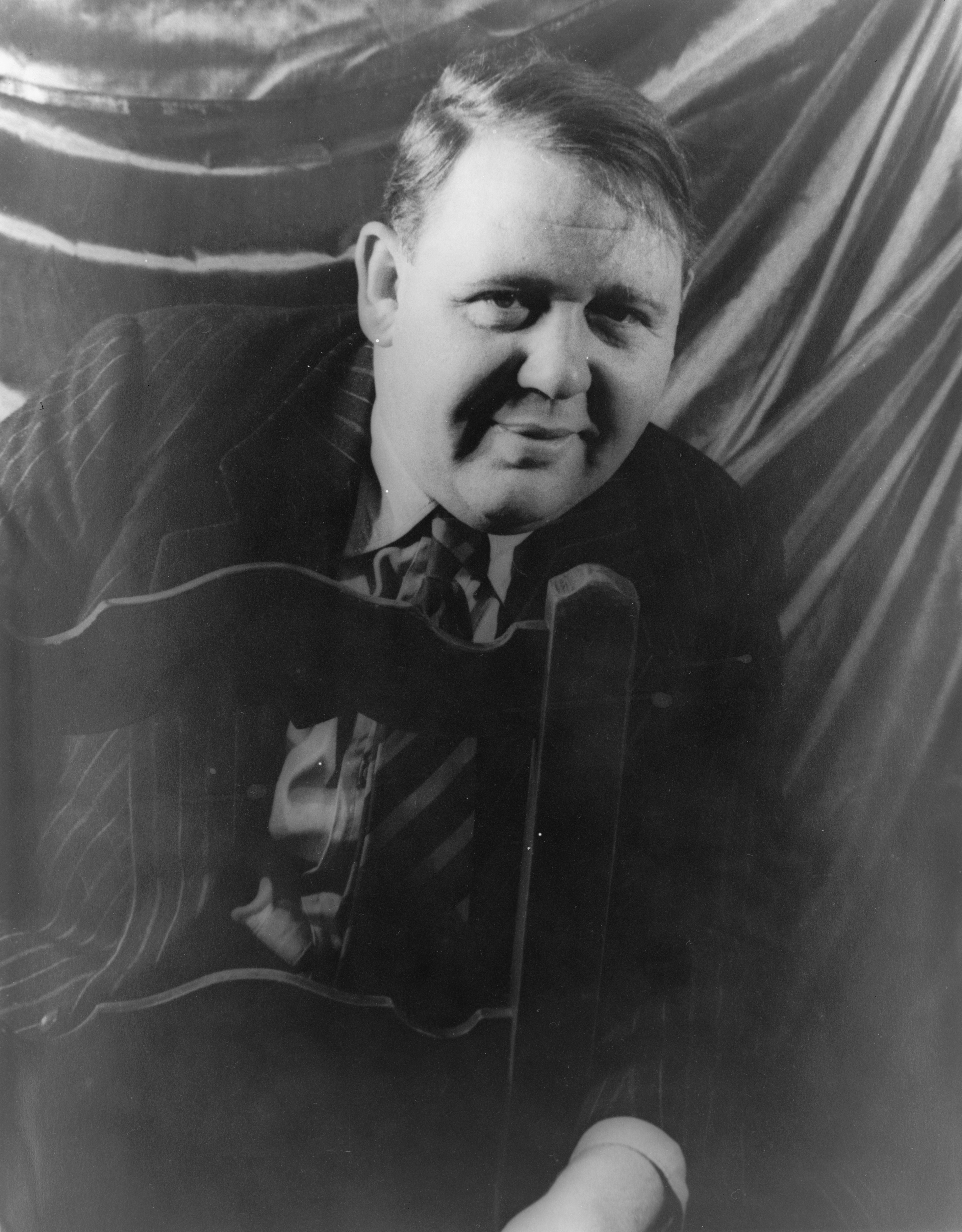
Charles Laughton (1899–1962)

- Laughton, Charles E. (1846–1895), US-amerikanischer Politiker
- Laughton, John Knox (1830–1915), britischer Marinehistoriker
- Laughton, Scott (* 1994), kanadischer Eishockeyspieler

### Laugi
- Laugier, Henri (1888–1973), französischer Physiologe und Politiker
- Laugier, Marc-Antoine (1713–1769), französischer Geistlicher, Literat, Historiker und Architekturtheoretiker
- Laugier, Marguerite (1896–1976), französische Astronomin
- Laugier, Robert (1722–1793), lothringischer Chemiker, Botaniker und Pharmazeut

### Laugs
- Laugs, Richard (1907–1978), deutscher Dirigent und Pianist
- Laugs, Robert (1875–1942), deutscher Dirigent und Kapellmeister

### Laugw
- Laugwitz, Barbara (* 1971), deutsche Verlegerin
- Laugwitz, Detlef (1932–2000), deutscher Mathematiker
- Laugwitz-Aulbach, Susanne (* 1960), deutsche Germanistin, Theaterwissenschaftlerin und Kulturdezernentin